# Oussama Mellouli
Oussama "Ous" Mellouli (en árabe: أسامة الملولي; llevado 16 de febrero de 1984) es un nadador tunecino que compite en el estilo libre y eventos combinados. En la actualidad[¿cuándo?] es un titular de un récord africano, y entrena con el club de EE.UU. con sede en la Universidad del Sur de California, donde asistió a la escuela y nadó, a nivel universitario.
Oussama Mellouli se convirtió en el campeón mundial de los 1500 m de estilo libre en el Campeonato Acuático del Mundo de 2009 con un tiempo ganador de 14'37 "28, el segundo mejor desempeño de todos los tiempos. Mellouli es el medallista de oro en el estilo libre de los 1500 m en los Juegos Olímpicos de 2008. Mellouli dio positivo en una prueba de drogas de 2006, después de lo cual sus actuaciones en el Campeonato del Mundo de 2007 fueron anuladas.